# Агилера, Франсиско Висенте
Франсиско Висенте Агиле́ра (исп. Francisco Vicente Aguilera; 23 июня 1821, Баямо, Куба — 22 февраля 1877, Нью-Йорк, США) — один из руководителей кубинской национально-освободительной борьбы против испанского господства. Стал известен как богатый землевладелец, отдавший своё состояние делу освобождения родины.

## Биография
Агилера унаследовал состояние от своего отца, и в 1867 году он стал самым богатым землевладельцем в восточной части Кубы, владея обширными поместьями, сахарными заводами, домашним скотом и рабами (хотя сам он не покупал рабов, которых регулярно привозили с африканского побережья и выставляли на продажу, он их унаследовал).
Со своей женой Аной Мануэлой Марией Долорес Себастьян Кинделан-и-Санчес у Франсиско Висенте Агилеры было десять детей.
Учился в Гаванском университете, получив степень бакалавра права.
Он побывал во многих странах, в том числе в США, Франции, Англии и Италии. Во время своих путешествий проникся прогрессивными идеями.
В 1851 году, в возрасте 30 лет, Агилера присоединился к антиколониальному движению Хоакина де Агуэро в Камагуэе. Руководил антииспанским восстанием, начавшимся в Баямо в 1867 году, и был избран руководителем местного Революционного комитета, в который также входили Франциско Масео и Педро Фигередо. Кульминацией этой борьбы стал «клич из Яры» — провозглашение независимости 10 октября 1868 года под руководством плантатора и адвоката Карлоса Мануэля Сеспедеса, начавшее Десятилетнюю войну 1868—1878 годов. Агилера желал повременить с восстанием, пока не будет собрано достаточно финансов, однако уступил Сеспедесу.
Агилера вошёл в национальное правительство первой независимой Кубинской республики, созданное в 1869 году. Он занимал ряд постов в кубинской армии, был генерал-майором, военным министром, вице-президентом республики и главнокомандующим Восточного округа. Во время командования армией отличился мужеством, лично принимал участие во многих сражениях и стычках.
После начала войны Агилера освободил всех 500 своих рабов, что по испанскому законодательству являлось незаконным действием, и привлёк многих из них в ряды своего войска, чтобы отбить город Баямо у испанцев.
В 1871 году Франсиско Висенте Агилера был отправлен в Нью-Йорк, чтобы собрать средства для организации помощи Кубинской республике. Там он и умер от рака горла 22 февраля 1877 года.
Его останки в 1910 году были перевезены в его родной город Баямо. Наконец завоевав независимость, Республика Куба изобразила Агилеру на банкноте в 100 кубинских песо.